# Стража (лист)
Стража је био дневни лист који је излазио у Београду периоду од 1911. до 1915. године, као „слободоумни орган јавног мишљења“.  Током балканских ратова и почетком Првог светског рата, лист је имао ванредна издања у којима је доносио вести са ратишта.
Од јануара 1915. почиње нову нумерацију. Због изнетих ставова, поједини текстови, па и читави бројеви (из 1912), били су забрањивани.

## Власници и уредници
Међу власницима у различитим периодима су били Милован М. Јоксимовић, Драгољуб Стојановић, Драгутин Грегорић и Добривој Миладиновић.
Као један од директора био је и Коста Цицварић, новинар, оштар критичар политичког живота, који је због анархистичких идеја морао у једном тренутку да бежи из Србије. Према неким наводима, може се сматрати творцем „жуте штампе“ у Србији.
Међу уредницима су били Иван Корницер, Душан Мил. Шијачки, Миша Милојевић, Стеван Ђ. Јованови.

## Прилози
Вероватно због оштрих речи упућених краљу неки бројеви (58 и 248 из 1915) изашли су без уводног текста.
Поједини бројеви илустровани су фотографијама, цртежима и карикатурама.
Доносио је прилоге о разним друштвеним појавама код нас, позоришном животу, спорту, шаху, имао је редовне књижевне подлистке.

## Галерија
- Ванредно издање од 24. јула 1914.
- Број 58 из 1915. који је због забране изашао без уводника